# 萨尔斯河
萨尔斯河（法語：Sarce，法語發音：[saʁs] ⓘ）是法国大東部大區奥布省的河流，是塞纳河的左支流，长30.3千米，发源自布拉日洛涅-博瓦尔，于维雷苏巴尔流入塞纳河。